# Olga Adellach Coma
Pour les articles homonymes, voir Coma (homonymie).
Olga Adellach Coma, femme politique andorrane, née le 16 mars 1966. Elle est membre du Parti libéral d'Andorre. 
Elle est actuellement élu au conseil général depuis 2001.